# 原宏彰
原 宏彰（はら ひろあき、1963年〈昭和38年〉7月21日 - ）は、日本の総務・内閣府官僚。
内閣府政策統括官（沖縄政策担当）、同沖縄振興局長、船橋市副市長（第30代）などを歴任。

## 来歴
大阪府出身。1987年（昭和62年）、東京大学法学部を卒業し、同年総務庁に入庁。入庁後、主に内閣府でキャリアを積み、船橋市副市長（第30代）、内閣府政策統括官（経済財政運営担当）付参事官（産業・雇用担当）、内閣府大臣官房参事官、賞勲局総務課長、同局審査官、内閣府政策統括官（共生社会政策担当）付参事官（総括担当）、内閣官房内閣参事官（内閣官房副長官補付）、同社会的包摂推進室参事官、内閣府大臣官房総務課長、内閣官房内閣参事官（内閣総務官室）、内閣府大臣官房審議官、内閣府大臣官房政府広報室長などを歴任。また、橋本龍太郎沖縄及び北方対策担当大臣（当時）の秘書官を務めた経験があり、橋本の勉強家で沖縄をライフワークとしていた姿勢から色々学ばせてもらったと述懐している。
2019年（令和元年）7月9日、沖縄振興局長に就任。
2021年（令和3年）9月1日、内閣府政策統括官（沖縄政策担当） に就任。
2022年（令和4年）6月28日、内閣府大臣官房長に就任。在任中、故安倍晋三国葬儀の事務局長を務めた。
2024年（令和6年）7月5日、内閣府審議官に就任。
2025年（令和7年）7月1日、退職。